# Rue de l'Aqueduc (Paris)
Pour les articles homonymes, voir Rue de l'Aqueduc.
La rue de l'Aqueduc est une voie publique située dans le 10e arrondissement de Paris, en France.

## Situation et accès
La rue de l'Aqueduc est une voie publique située dans le 10e arrondissement de Paris. Elle débute au 169, rue La Fayette et se termine au 149, boulevard de la Villette, après avoir croisé les rues d'Alsace, Demarquay, Philippe-de-Girard, du Château-Landon, Louis-Blanc, Chaudron.
La rue de l'Aqueduc franchit les voies de la gare de l'Est par un viaduc métallique, le viaduc de la rue de l'Aqueduc construit en 1930 en remplacement d'un ancien pont en maçonnerie moins large.

## Origine du nom
La rue tient son nom du fait qu'elle est située au-dessus de l'aqueduc de ceinture des eaux du canal de l'Ourcq,.
Pierre-Simon Girard conçut cet aqueduc pour la distribution de l’eau dans les quartiers nord de Paris. Il débutait par un regard de prise d’eau à l’extrémité sud-ouest du bassin de la Villette et se terminait par le regard de Monceau, à l’emplacement du pâté de maisons entre le boulevard des Batignolles et la rue Pelouze.

## Historique
La voie est ouverte par la ville dans le cadre des travaux de transformations de Paris sous le Second Empire. Un décret du 7 juin 1859 a autorisé la ville à concéder aux propriétaires limitrophes des droits de jours et d'issues, moyennant un prix de 300 francs par mètre de façade, en vue d'y édifier des immeubles.
Le 11 octobre 1914, durant la Première Guerre mondiale, le no 5 rue de l'Aqueduc est touché lors d'un raid effectué par des avions allemands.

## Bâtiments remarquables et lieux de mémoire
- No 3 : une façade factice cache une bouche de ventilation RATP pour les lignes B et D du RER[5]. ; seul le 1er étage est un trompe-l'œil, le reste de l'immeuble est occupé.
- No 27 : maison de santé Dubois où sont mortes nombre de célébrités.
- À l'angle des rues de l'Aqueduc, Philippe-de-Girard et Louis-Blanc : ancienne caserne de pompiers de Château-Landon construite entre 1876 et 1879, par l'architecte Antoine Soudée[6].